# Symplecta echinata
Symplecta echinata là một loài ruồi trong họ Limoniidae. Chúng phân bố ở miền Cổ bắc.